# Ross Wallace
Ross Wallace (* 23. Mai 1985 in Dundee) ist ein schottischer Fußballspieler.

## Karriere

### Verein
Ross Wallace begann seine Karriere im Jahr 2002, als er im Alter von 18-Jahren einen Vierjahresvertrag bei Celtic Glasgow unterschrieb. Sein Debüt bei Celtic gab er in der 3. Runde des Schottischen Ligapokals in der Saison 2002/03 gegen Inverness Caledonian Thistle, als er für Didier Agathe eingewechselt wurde. In der Spielzeit 2002/03 blieb es bei diesem einen Einsatz. In der folgenden Saison 2003/04 feierte der Stürmer das Debüt in der Scottish Premier League und erzielte im Spiel gegen Dunfermline Athletic im November 2003 sein erstes Profitor. Zudem setzte ihn der Teammanager der Bhoys Martin O’Neill im Endspiel um den Schottischen Pokal ein, als er ihn beim 3:1-Sieg für Stephen Pearson einwechselte. Am Saisonende gewann er mit Celtic das Double aus Meisterschaft und Pokal. In der Liga wurde der Angreifer allerdings nur sporadisch eingesetzt. Ab der Saison 2004/05 kam Wallace vermehrt zu Spieleinsätzen, darunter auch in drei Partien der Champions League gegen Schachtar Donezk (zweimal) und dem FC Barcelona. Beim 8:1-Erfolg im Ligapokal gegen den FC Falkirk steuerte Wallace einen Hattrick zum Weiterkommen bei. Nachdem Gordon Strachan zu Beginn der Saison 2005/06 den Posten des Teammanagers übernommen hatte, wurde Wallace für einige Zeit als Linksverteidiger eingesetzt, als Backup zu Mohammed Camara. Im Finale des Scottish League Cup 2005/06 fungierte Wallace beim Finalsieg als Außenverteidiger. Zusammen mit Stanislav Varga wechselte Wallace im September 2006 aus Glasgow zum AFC Sunderland. Als Stammspieler unter Roy Keane absolvierte Wallace die gesamte Saison beim Zweitligisten, die mit dem Aufstieg am Saisonende in die Premier League sehr erfolgreich war. Mit sechs Treffern in 32 Ligaspielen war er nach David Connolly, Daryl Murphy und Grant Leadbitter dritter in der Torjägerliste der Mannschaft. In der Premer League kam Wallace 2007/08 in 21 Partien zum Einsatz, bevor er sich im Januar 2008 eine Knieverletzung zuzog und in der restlichen Saison nicht mehr spielte. Um von der Verletzung wieder in den Rhythmus zu kommen, wurde der Stürmer im Sommer 2008 bis zum Ende der Spielzeit an den Zweitligisten Preston North End verliehen. Im Januar 2008 unterschrieb Wallace einen langfristigen Vertrag bei den Lilienweißen aus Preston. In der Mannschaft war der als Mittelfeldspieler im System von Darren Ferguson agierende Wallace mit 41 Ligapartien absoluter Stammspieler und Dauerbrenner. Mit sieben Toren war er zudem nach Jon Parkin, Neil Mellor und Chris Brown einer der Treffsichersten Spieler in Reihen von North End. Bereits eine Saison später, im Juli 2010, unterschrieb Wallace einen Kontrakt beim Ligakonkurrenten FC Burnley. In den ersten drei Saisons als unersetzlich in der Startelf geltend, zog er sich August 2013 eine schwerwiegende Knieverletzung zu. Wenige Monate vorher hatte Wallace den Vertrag bei den Clarets um zwei Jahre verlängert. Durch die Verletzung bedingt, kam Wallace in der folge auf weniger Einsatzminuten so auch in der Aufstiegssaison 2013/14 in die Premier League. Nach dem Abstieg aus der Premier League, in der direkt darauf folgenden Spielzeit, wechselte Wallace zu Sheffield Wednesday.
Nach drei Jahren bei Sheffield Wednesday erhielt er keinen neuen Vertrag und schloss sich im September 2018 dem Drittligisten Fleetwood Town an. Im Februar 2020 wechselte er zurück nach Schottland zum FC St. Mirren.

### Nationalmannschaft
Ross Wallace bestritt 2004 und 2006 jeweils zwei Spiele für die U-21 von Schottland. Im Oktober 2009 absolvierte Wallace zudem ein Länderspiel unter George Burley für die A-Nationalmannschaft der Bravehearts in der Partie gegen Japan in Yokohama.

## Erfolge
- mit dem AFC Sunderland
  - Football League Championship (1): 2007

- mit Celtic Glasgow
  - Schottischer Meister (2): 2004, 2006
  - Schottischer Pokalsieger (2): 2004, 2005
  - Schottischer Ligapokalsieger (1): 2006